# Tiroxina

Tiroxina (T₄)

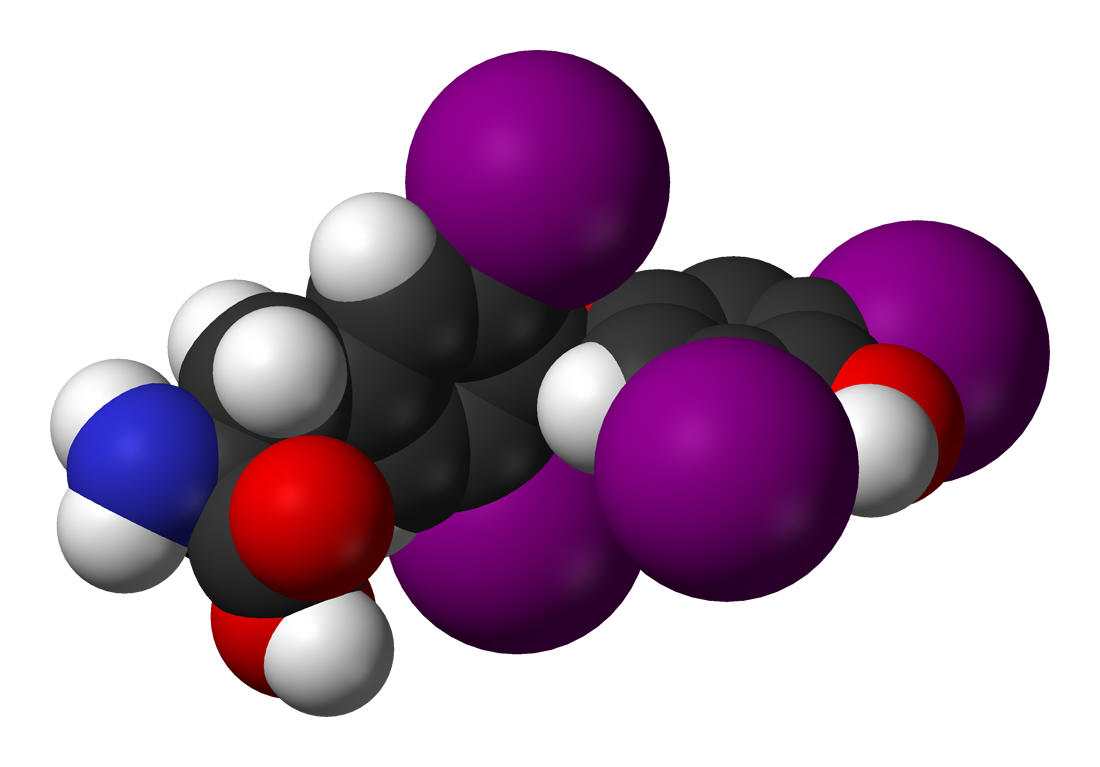
Tiroxina, T₄

La tiroxina (T4), o 3,5,3',5'-tetraiodotironina, és una de les hormones produïdes per la tiroide.
La T4 és la principal hormona secretada per les cèl·lules fol·liculars de la glàndula tiroide. La tiroxina se sintetitza a través de la iodació i la unió covalent de les porcions fenil dels residus de tirosina es troba en un pèptid inicial, la tiroglobulina, que es secreta en forma de granulats de la tiroide. Aquests compostos iodats difenil se separen del seu esquelet peptídic en ser estimulats per l'hormona estimulant de la tiroide (TSH).

## Síntesi i regulació

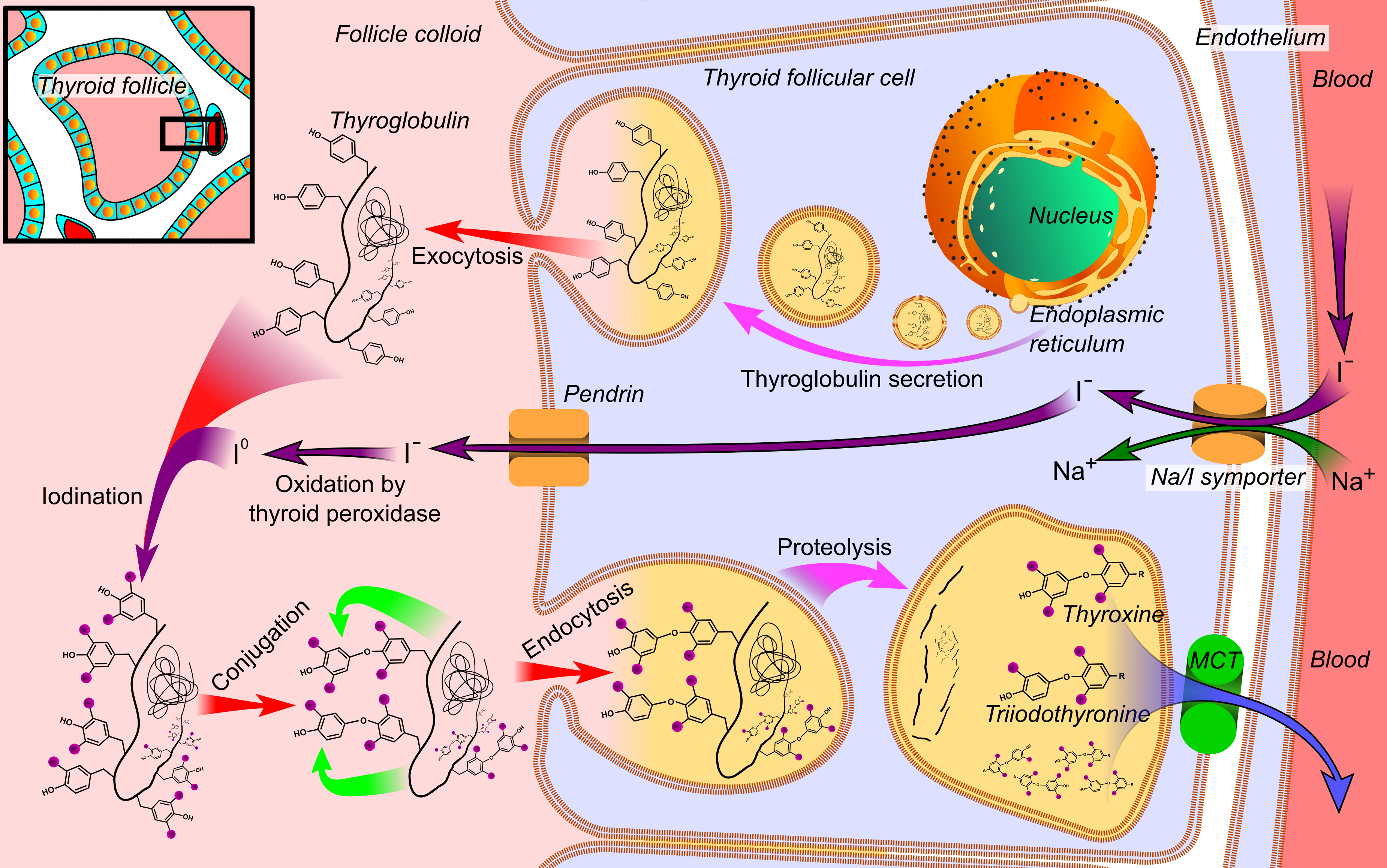
Síntesi de les hormones tiroidals, amb el producte final tiroxina vista a la part inferior dreta.

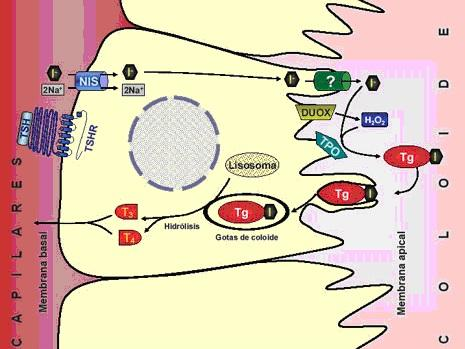
Síntesi

La tiroxina (T4) té 4 àtoms de iode. En adults, aproximadament i en funció del seu sexe, pes i genotip, la quantitat diària d'iode necessària per a l'organisme oscil·la entre els 80 i els 200 micrograms. Les mares que sofreixen una manca crònica de iode tenen concentracions molt baixes de T4, encara que les de T3 siguin normals, sent els seus embrions i fetus deficients en T4 durant tota la gestació. Això pot comportar diversos trastorns del desenvolupament perinatal. El iode es pren com iodur i en l'intestí es redueix a iodur iònic que és absorbit ràpidament pel tiroide. Un cop al tiroide s'incorpora a un aminoàcid, la tirosina, la seva unió covalent requereix de la tiroperoxidasa (TPO) que unirà les porcions fenils dels residus de l'aminoàcid. L'associació d'una molècula de iode a la tirosina produeix monoiodotirosina (T1) i de dues la diiodotirosina (T2), la unió de dues T2 donarà lloc a la tiroxina T4.
Tots aquests elements es combinen en el complex TGB, que és el magatzem de les hormones tiroidals, i que per hidròlisi passaran a la sang.
Per passar a la sang cal l'ajuda d'un transportador, anomenat proteïna transportadora de compostos iodats (PBI). 
L'hormona que regula la funció tiroidal i que es produeix en la hipòfisi, es diu "hormona estimulant de la tiroide" (TSH), funciona de la següent manera: quan el nivell d'hormones tiroidals està per sota del normal, la hipòfisi ho detecta i augmenta la producció de TSH que estimula la tiroides per alliberar més hormona tiroidal, i viceversa, si per contra el nivell d'hormones tiroidals és molt elevat la hipòfisi es frena i amb ella la producció de TSH.

## Transport
A partir de la T1 (MIT) es forma la T₄, que s'emmagatzema en el tiroide com tiroglobulina (juntament amb la triiodotironina (T3)). Segons les necessitats es fraccionaran per hidròlisi en el propi tiroide alliberant T₄ (i T₃). Passaran a la sang com T₄ (i T₃) unit a proteïnes, principalment a la globulina fixadora de tiroxina (TBG) i, en menor mesura, a la transtiretina i l'albúmina, en un 99,97%, sent només un 0,03% T₄ lliure (hormona activa). Un cop alliberada en el sistema circulatori, la tiroxina té una  vida mitjana d'una setmana.

## Efectes
.

El sistema de hormones tiroidals T3 i T4

La tiroxina és la prohormona i reserva de l'hormona tiroidal activa triiodotironina (T  3 ), que és al voltant de quatre vegades més potent. La T  4  és convertida en els teixits per deiodinases, incloent l'enzim tiroidal iode peroxidasa (TPO), a T  3 . L'isòmer "D" rep el nom de "dextrotiroxina" i és usat com un agent modificador de lípids (antihiperlipèmic).
La tiroxina regula el metabolisme cel·lular. La hiposecreció de l'hormona tiroidal alenteix el metabolisme, el que pot produir augment de pes, debilitat muscular, augment de la sensibilitat al fred, disminució del ritme cardíac i una pèrdua de les activitats mentals d'alerta. La hipersecreció accelera el metabolisme, produint augment de la gana, pèrdua de pes, irritabilitat, nerviosisme, taquicàrdia i intolerància als llocs càlids.
La tiroxina juntament amb la hormona del creixement, intervé en la regulació del creixement corporal, especialment del sistema nerviós. Durant el desenvolupament del fetus un dèficit en tiroxina produeix la formació d'un nombre menor de neurones. Un dèficit de l'hormona tiroide durant els primers anys de vida ocasiona una menor alçada i un desenvolupament menor dels òrgans reproductors i del cervell.
La tiroxina també actua en altres vertebrats, com els peixos i els amfibis per exemple.
El salmó és un peix que inicia la seva vida en aigua dolça, després emigra a l'aigua salada i finalment torna a l'aigua dolça a fresar i morir. A l'aigua dolça, aquesta tendeix a entrar dins el peix per osmosi, mentre que en l'aigua salada pot deshidratar per pèrdua d'aigua. L'hormona tiroxina genera els canvis metabòlics que permeten al salmó passar d'un medi a un altre sense rebentar o deshidratar-se.
En els amfibis, quan els nivells en sang de tiroxina s'eleven, desencadenen la metamorfosi. L'hormona del creixement de les granotes controla el creixement posterior a la metamorfosi. En la majoria dels vertebrats, com les aus i serps, la tiroxina controla el canvi estacional del plomatge o la pell.

## Història
El farmacèutic i científic americà Edward Calvin Kendall, va ser el primer a aïllar de forma pura (cristal·lina) la tiroxina. Ho va fer el 1914 a la Clínica Mayo a partir d'un hidrolitzat d'extractes de glàndules tiroidals de porc.  va ser aquesta fita juntament amb el descobriment de la fórmula d'aquesta hormona per part de Charles Robert Harington, el que va permetre que alguns anys més tard, aquest juntament George Barger sintetitzessin per primera vegada la tiroxina.

## Mesura
La tiroxina és una hormona hidròfoba, de manera que viatja pel torrent sanguini lligada a una proteïna hidrofílica transportadora d'unió específica: la globulina fixadora de la tiroxina (TBG). Aquesta augmenta la vida mitjana biològica de l'hormona i el seu concentració plasmàtica (s'evita així que siguin excretades pel fetge i el ronyó), i pot donar lloc això últim a concentracions totals i lliures de tiroxina diferents.
A l'hora d'interpretar clínicament la quantitat d'hormona en sang, caldria tenir en compte aquest detall i suposar la concentració de proteïna fixadora; fet una mica complicat atès que pot variar significativament amb l'ambient nutricional i hormonal del pacient. Per això, la majoria dels laboratoris clínics utilitzen un mètode de mesura que detecti només l'hormona lliure (que és la forma activa), evitant així problemes d'interpretació de concentracions totals d'hormona.
Per tant, podem mesurar la tiroxina com  tiroxina lliure  o com tiroxina total, és a dir, l'hormona lliure en solució més la que està lligada a la proteïna transportadora.
Es defineix el paràmetre  índex de tiroxina lliure  com a concentració de  tiroxina lliure  multiplicada per la captació d'hormona tiroidal, que resulta en el mesurament de les globulines fixadors de tiroxina no unides. 
El mesurament de la tiroxina i altres elements tiroides, permeten diagnosticar malalties relacionades amb la glàndula tiroide, com ara el hipotiroïdisme (alta concentració de TSH i baixa concentració d'hormones tiroidals en sang) i el hipertiroïdisme (baixa concentració de TSH i alta concentració d'hormones tiroidals en sang).
El rang normal de T4 per a un adult és 4-11 mcg / dl.

## Reaccions

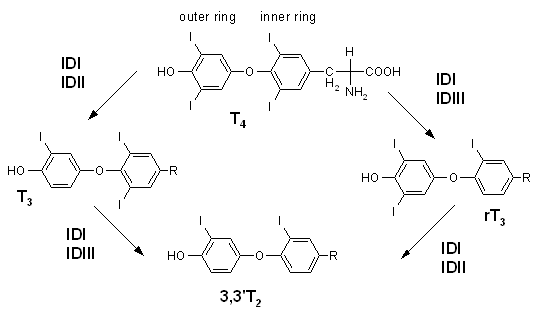
Transformacions

## Malalties

### Alteració de les concentracions d'hormones tiroidals
L'alteració de les concentracions normals de les hormones tiroidals, és a dir, de la tiroxina, juntament amb altres elements o components biològics del sistema endocrí, dona lloc a l'hipotiroïdisme o a l'hipertiroïdisme (disminució o augment de l'hormona, respectivament). D'aquesta manera, poden manifestar-se malalties com:
- Goll simple: és un augment parcial o total de la glàndula tiroide a causa d'un dèficit de iode o de tiroxina.
- Cretinisme o hipotiroïdisme congènit: una malaltia provocada per l'absència congènita de tiroxina.
- Tiroïditis de Hashimoto: es produeix una destrucció de les cèl·lules tiroidals i la consegüent disminució dels nivells d'hormones tiroidals causa de l'acció d'un anticòs sobre aquestes cèl·lules.
- Malaltia de Graves: és una excessiva producció de tiroxina amb un consegüent augment de l'activitat metabòlica.
- Goll multinodular tòxic o tirotoxicosi: és la manifestació simultània de la malaltia de Graves i el goll multinodular simple (hipertiroïdisme).[20] La seva causa no està clara, però se sospita que tingui un origen autoimmune.

### Altres
- Neoplàsies, com el càncer tiroidal.